# Jijevo
Jijevo (în bulgară Жижево) este un sat în Obștina Satovcea, Regiunea Blagoevgrad, Bulgaria, localizat în partea vestică a munților Rodopi.

## Demografie
Componența etnică a satului Jijevo
     Bulgari (60,13%)
     Nicio identificare (39,86%)
     Altele (0%)
La recensământul din 2011, populația satului Jijevo era de 291 locuitori. Din punct de vedere etnic, majoritatea locuitorilor (60,13%) erau bulgari. Pentru 39,86% din locuitori nu este cunoscută apartenența etnică.